# Bonk (veen)
Een bonk (ook veenbonk of, begroeid met riet, rietbonk genoemd) is een samenhangend stuk veen dat uit de waterbodem van een veenplas, veenvaart of veenrivier losraakt en opdrijft. De oorzaak hiervan is moerasgas dat in de vorm van methaanbelletjes in het veen blijft hangen. Een bonk kan later weer naar de bodem zinken, bijvoorbeeld in de winter wanneer de methanogenese (de vorming van methaangas) afneemt, maar kan ook door verdroging van de bovenste laag een eigen drijfvermogen ontwikkelen. Het drijfvermogen wordt nog versterkt, wanneer er zich op een bonk een rietvegetatie ontwikkelt, wat nabij een oever vaker gebeurt. Deze drassige, drijvende stukken rietland worden rietbonken genoemd. Het riet op deze bonken werd vroeger door boeren in de winter gemaaid om het bijvoorbeeld te gebruiken voor het afdekken van inmaakkuilen of als materiaal voor de bouw van een schuilhut of witlofkeet. Karakteristieke planten op een regelmatig gemaaide rietbonk zijn koekoeks- en dotterbloemen die in de lente kunnen bloeien wanneer het riet nog laag is. Naast riet vestigt zich aan de rand van een rietbonk veelal ook lisdodde en gele lis.
In de Gouwe tussen Gouda en Waddinxveen verschijnen regelmatig veenbonken. In de gemeente Zuidplas is het bungalowpark De Bonk op rietbonken gebouwd, die in de Rotte liggen.